# Kabelový most

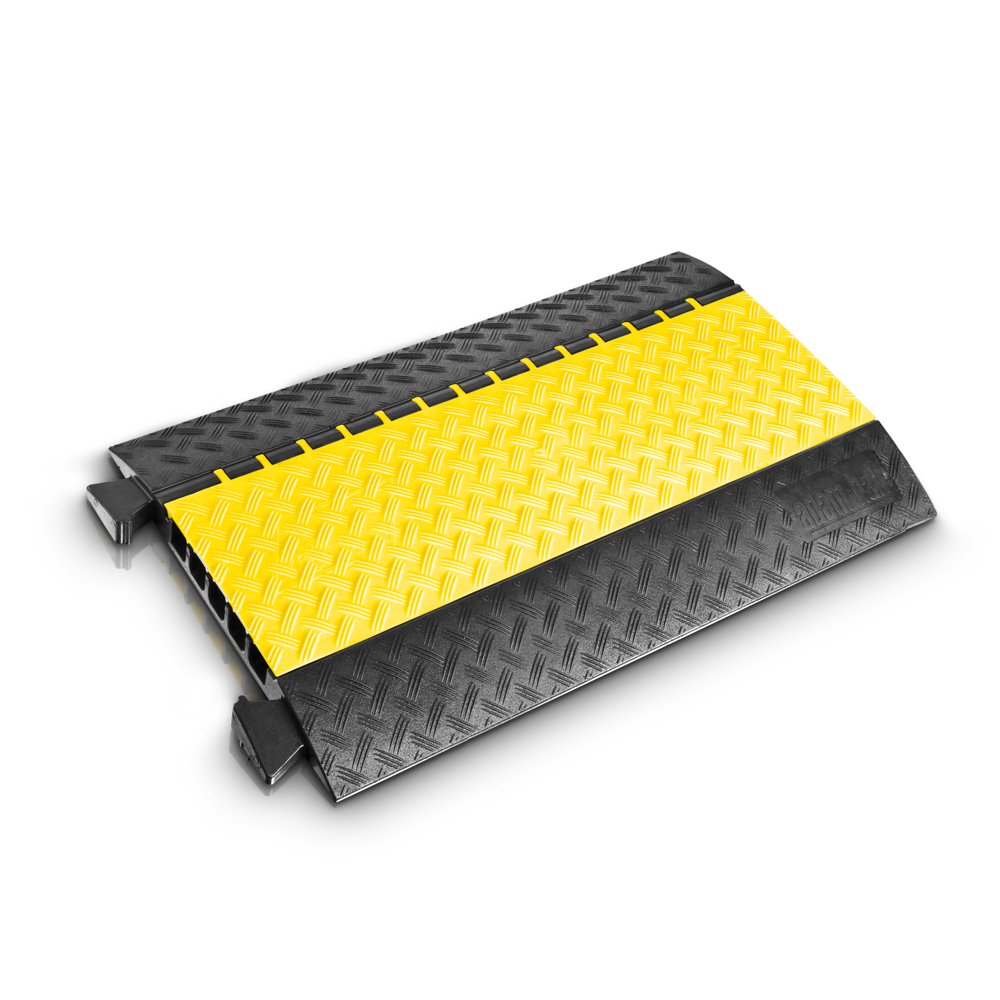
Kabelový most z recyklovaného materiálu

Kabelový most, také kabelový přejezd je mechanicky odolný plastový profil, určený k upevnění, zakrytí a ochraně kabelů, které by jinak byly volně uloženy na podlaze nebo v terénu. Kabely jsou uloženy v komorách plastového profilu, který (podle typu) odolává chodcům nebo i vozidlům. Kabelový most je součástí elektroinstalace a představuje svébytnou formu kabelových kanálů. Kabelové mosty jsou přednostně určeny pro zakrytí dočasně budovaných vedení nebo vedení v místech s malou intenzitou dopravy.

## Předpoklady použití
Kabely, uložené volně na ploše (na podlaze, na zpevněné ploše např. na staveništi) nejsou jen nevzhledné, ale představují bezpečnostní riziko. Volné kabely mohou být mechanicky poškozeny, stejně jako připojené přístroje. Mohou také zapříčinit pád a zranění procházejících osob nebo při poškození pláště a izolace kabelu následně úraz elektrickým proudem.

## Řešení s využitím kabelových mostů
Kabelové mosty drží kabely ve správné poloze a chrání je před poškozením pomačkáním, odřením nebo vlivem povětrnostních podmínek. Díky upevnění ve správné poloze je vyloučeno ohrožení kolemjdoucích osob. Vhodné, správně navržené a instalované kabelové mosty jsou uloženy naplocho na podkladu, jejich horní plocha je drážkovaná nebo s protiskluzovými výstupky. Mosty mohou být v signálních barvách, případně doplněné reflexními prvky, proto jsou snadno rozeznatelné. Lze je snadno instalovat. Mimo elektrické kabely je možno do dutiny mostu umístit také hadice jako dočasné rozvody tekutin. Základním prvkem jsou rovné segmenty pro výstavbu liniových tras, ale mohou být doplněny i rohovými prvky nebo křižovatkami.

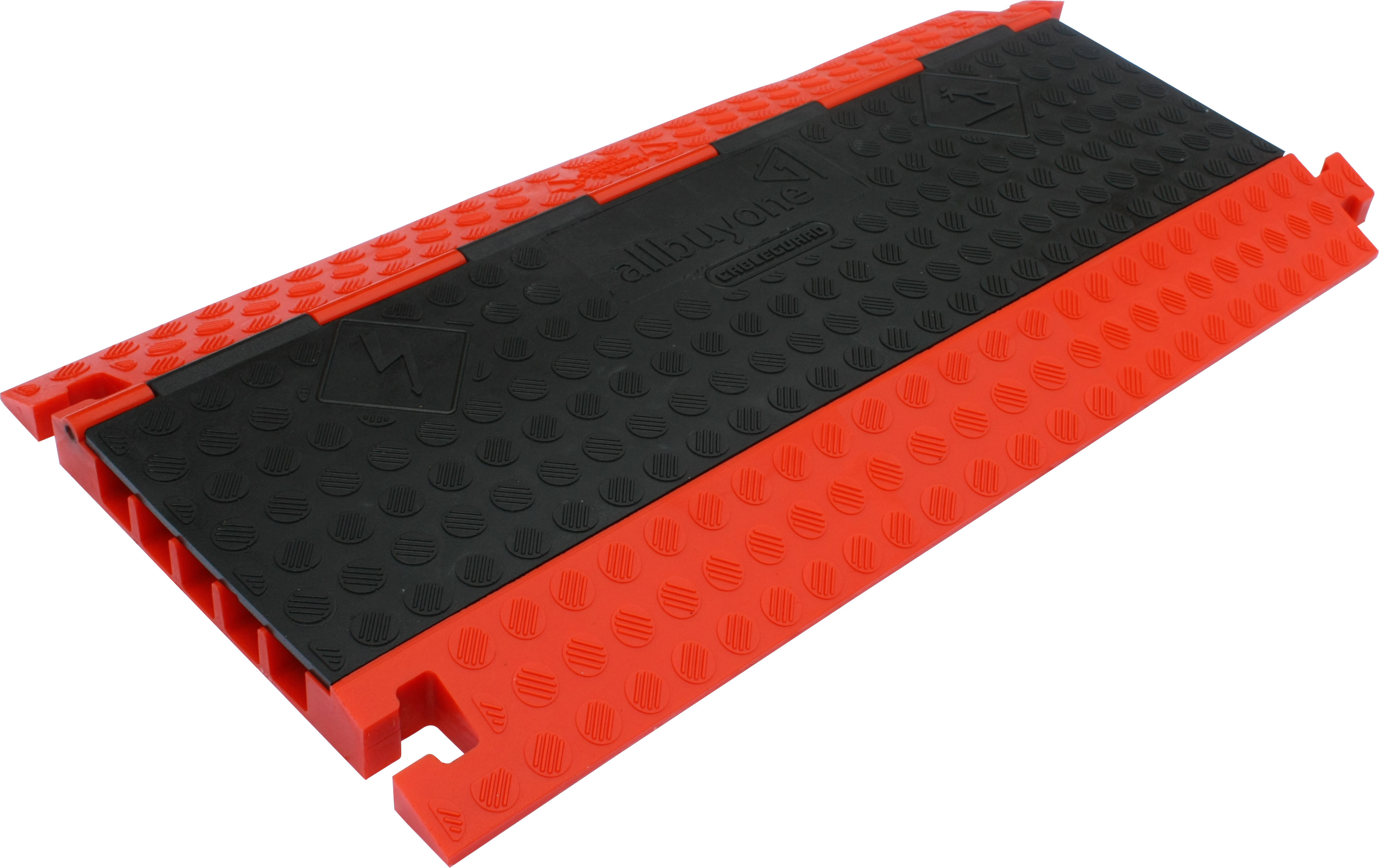
Kabelový přejezd z PUR plastu

## Konstrukční provedení kabelových mostů

### Kabelové mosty pro venkovní použití
Tyto typy kabelových mostů musí ochránit kabely i v extrémních situacích a při těžkém zatížení, jaké je například na staveništích nebo při koncertech pod širým nebem. Především při akcích pod širým nebem musí kabelové mosty (kabelové přejezdy) odolávat i zatížení přejíždějících automobilů. Jsou vyrobeny jako pevné, vzájemně spojovatelné segmenty. Ke spojení jednotlivých segmentů slouží výstupky (zámky). Kabelové mosty jsou často zhotoveny jako dvoudílné. Spodní, širší díl je určen k položení na podklad a jsou v něm podélné drážky pro uložení kabelů. Barva nejčastěji jen černá. Vrchní díl může být jen jako kryt, nasazený, nebo sklopný. Kryt může být v signální barvě nebo s výstražnými pruhy. Hmotnost a rozměry jednotlivých segmentů jsou omezeny tím, aby s nimi bylo možné manipulovat pouze lidskou silou, bez použití zdvihací techniky. Nejpoužívanějšími materiály pro výrobu jsou plasty (plastový recyklát, např. PVC z plášťů recyklovaných elektrických kabelů) tvrdá guma nebo hliník. Improvizovaným řešením může být zhotovení konstrukce ze dřeva.

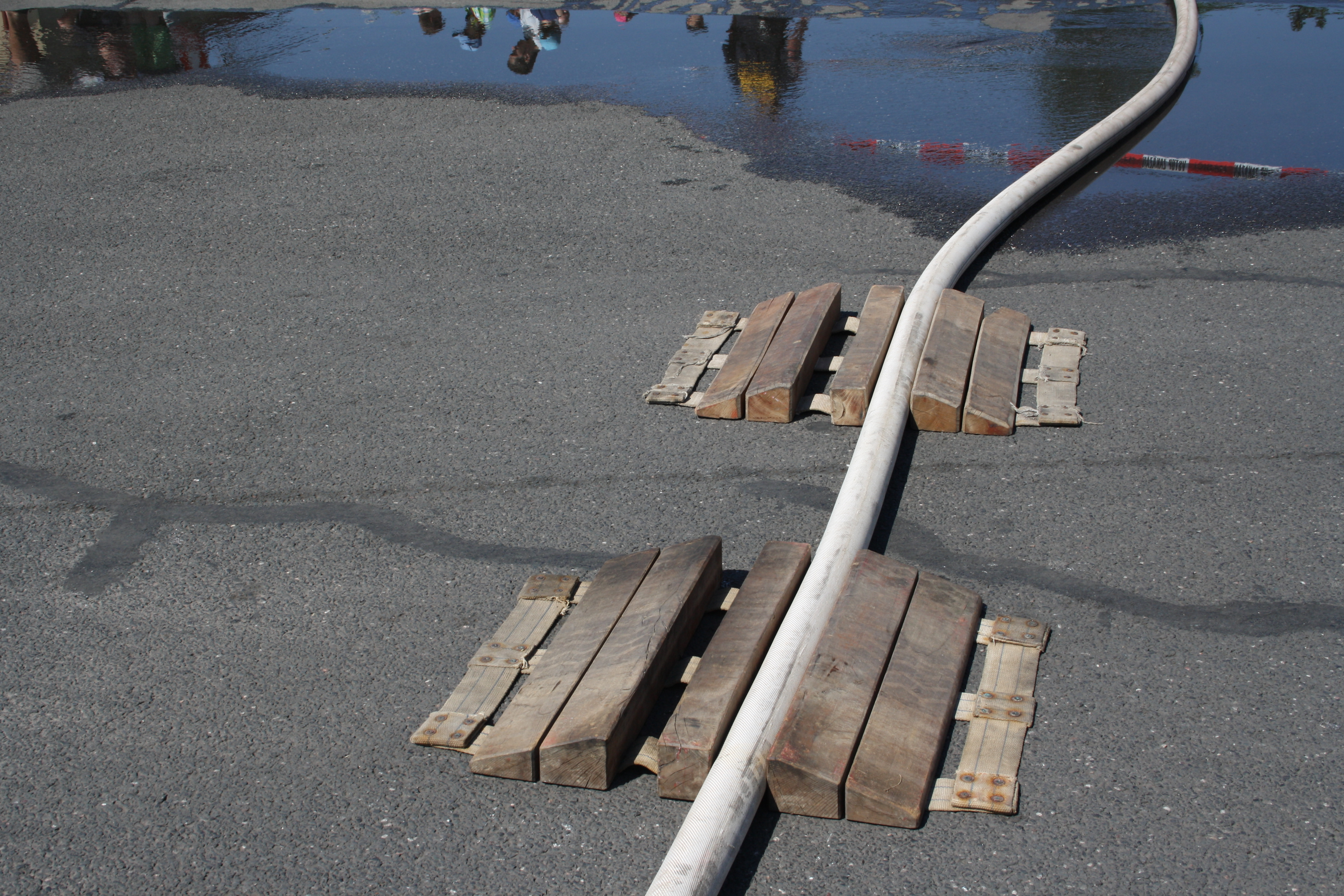
Příklad náhradního řešení - ze dřeva zhotovený přejezd přes hasičskou hadici

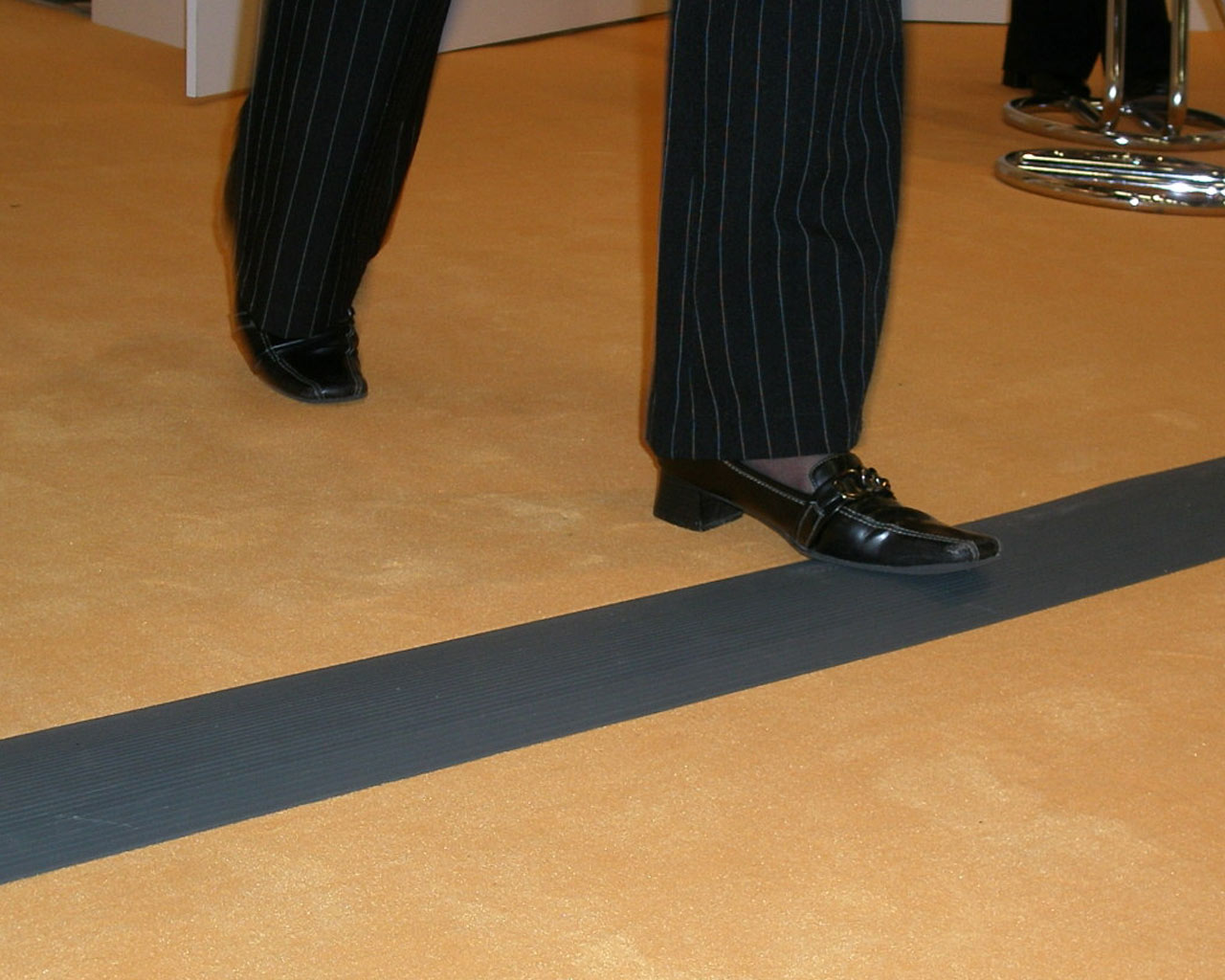
Kabelový most pro interiérové použití

### Kabelové mosty pro vnitřní použití
Jsou určeny k použití při dočasných instalacích na výstavách, koncertech, v prodejních prostorách, případně při dodatečné instalaci kabelů v prostorách bez přítomnosti obsluhy. Nevyžaduje se odolnost klimatickým vlivům, ale spíše proti otěru. Vzhledem k uložení na rovnou, pevnou podlahu mohou být k podlaze připevněny přišroubováním nebo lepením. Tvarově může jít o obdobné skládací segmenty jako u mostů pro venkovní použití. Ty bývají vyrobeny z odolného plastu nebo z kovu. Pro ochranu datových (slaboproudých) kabelů jsou dostupné ohebné pásy z plastu, dodávané v několikametrových svitcích. Těmi se kabely uložené na podlaze pouze přiklopí. Takto použité mosty nejsou vhodné tam, kde se přes ně bude přejíždět, mohlo by docházet k nežádoucímu posunutí.